# تحت المزمار

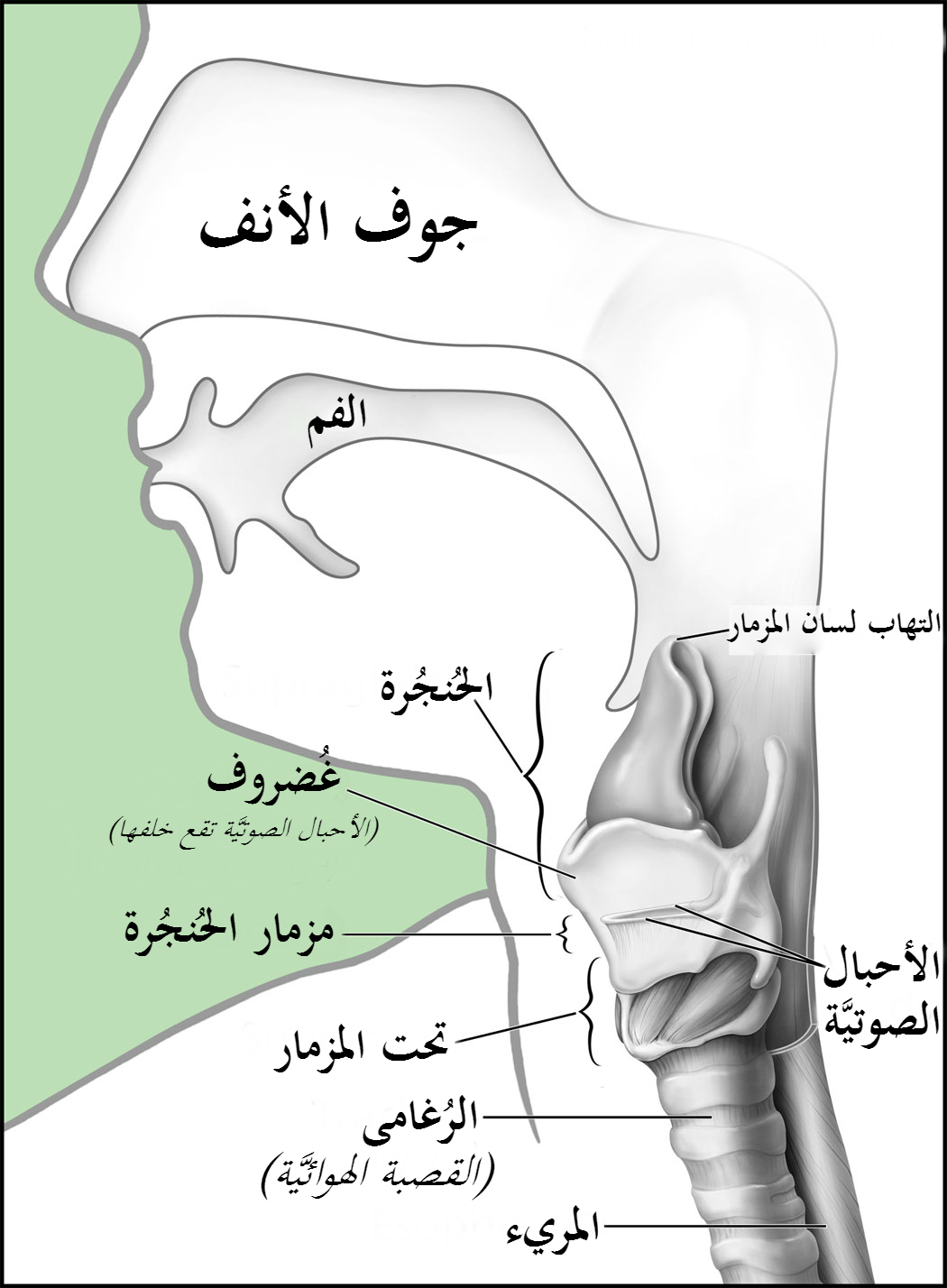
رسم بياني يوضح موقع "منطقة تحت لسان المزمار" subglottis الواقعة في الحلق.

تحت المزمار، أو المنطقة تحت المزمار (بالإنجليزية: subglottis)‏، هي الجزء السفلي من الحنجرة (بالإنجليزية: larynx)‏، وهي تمتد من أسفل الحبال الصوتية مباشرة نزولاً حتى أعلى القصبة الهوائية (بالإنجليزية: trachea)‏. الأعضاء الموجودة في «منطقة تحت المزمار» تقوم بوظيفة تنظيم درجة حرارة التنفس. تضيّق "تحت المزمار" (بالإنجليزية: Subglottic stenosis)‏ قد يتطلب إجراء عملية «ثقب القصبة الهوائية» للتصحيح.